# Hartz Mountains (Tasmanien)
Die Hartz Mountains sind ein Gebirge im Süden des australischen Bundesstaates Tasmanien. Die Zwillingsberge liegen etwa 55 Kilometer südwestlich von Hobart und etwa 17 Kilometer südwestlich von Geeveston im gleichnamigen Nationalpark.

## Wetter
In der Region herrscht typisches Südwestwetter. Zu allen Jahreszeiten ist mit Schneefall, starken Regenfällen, Extremtemperaturen, Starkwind und plötzlichen Wetterumschwüngen zu rechnen.

## Hartz Peak
Der Hartz Peak ist mit 1253 Meter Höhe der höchste Punkt der Hartz Mountains. Vom Gipfel hat man bei gutem Wetter einen guten Fernblick, besonders nach Südwesten und Norden. Auf- und Abstieg nehmen etwa fünf Stunden in Anspruch und sind nur trainierten und erfahrenen Wanderern anzuraten.